# قائمة سفراء الصين في مصر
السفير الصيني لدى مصر هو الممثل السياسي الرسمي لجمهورية الصين الشعبية لدى جمهورية مصر العربية .
السفير معتمد أيضاً لدى جامعة الدول العربية.

## قائمة الممثلين الدبلوماسيين الصينيين في مصر
| بداية التاريخ المحدد | تاريخ الإعتماد | إسم السفير                | اللغة الصينية zh: 中国驻埃及大使列表zh: قائمة السفير الصيني في مصر | الملاحظات | رئيس وزراء جمهورية الصين الشعبية | رئيس وزراء مصر       | نهاية فترة     |
| -------------------- | -------------- | ------------------------- | ------------------------------------------------------------------ | --- | -------------------------------- | -------------------- | -------------- |
| 25 مايو 1942         |                | لين تونغ هاي              | 林东海                                                             | د. لين تونغ هاي، مستشار كبير لوزارة الشؤون الخارجية، تم تعيينه أول وزير صيني لمصر في 19 مايو 1942، ولكن قبل مغادرته لمكتبها مرض و استقال. | تشيانغ كاي شيك                   | فاروق الأول          |                |
| 9 يوليو 1942         |                | تانغ وو                   |                                                                    | تم تعيين الدكتور تانغ وو، أول سكرتير للقائمة الصينية في القاهرة، كمدير شؤون القائمة في 9 يوليو 1942. | تشيانغ كاي شيك                   | فاروق الأول          | 7 سبتمبر 1943  |
| 7 سبتمبر 1943        | 8 يناير 1944   | (حسو نين تشنغ)            | 许念曾                                                             | تم تعيين حسو نين تشنغ وزيرا صينيا في مصر في 7 سبتمبر 1943. قدم الوزير هسو شهادات اعتقاده في 17 يناير 1944. حسو نين تشنغ، وصل إلى كابول في أغسطس 1946. | تشيانغ كاي شيك                   | فاروق الأول          | 1947 مارس 08   |
| 1947 مارس 08         | 1947 أغسطس 01  | هو فينغ شان               | (هولينغ)                                                           | في 14 نوفمبر 1948 تم تحديث المهمة إلى السفارة | (جانغ قون)                       | فاروق الأول          | 17 مايو 1956   |
| 1 يوليو 1956         |                | Chen Jiakang [الإنجليزية] | zh:陈家康                                                          | تشين جيكانغ (* 1913؛ † 1970 في مقاطعة هوبي غوانغجي) - في عام 1955، جمهورية الصين الشعبية كمساعد لوزير الخارجية. - من يوليو 1956 إلى ديسمبر 1965 كان سفيرًا في القاهرة. - 1 فبراير 1958: جمهورية عربية المتحدة تحالف بين مصر وسوريا. - في عام 1958 ، شغل منصب وزير جمهورية الصين الشعبية في جمهورية اليمن. - في يناير 1966 كان نائب وزير الشؤون الخارجية لجمهورية الصين الشعبية. | (زوه انلاي)                      | جمال عبد الناصر      | 1 ديسمبر 1965  |
| 1 مارس 1966          |                | هوانغ هو                  | zh:黄华 (政治人物)                                                 | *من عام 1960 إلى عام 1965 كان سفيرًا في أكرا (غانا). - من عام 1966 إلى عام 1970 كان سفيرًا في القاهرة (مصر). - من 1971 إلى 1972 كان سفيرًا في أوتوا (كندا). - من 1971 إلى 1976 كان ممثلاً دائماً في مدينة نيويورك (مقر الأمم المتحدة). | (زوه انلاي)                      | جمال عبد الناصر      | 1 سبتمبر 1969  |
| 1 يونيو 1970         |                | تشاي زيمين                | 柴泽民                                                             | - من عام 1961 إلى عام 1964 كان سفيرًا في بودابست (المجر). - من عام 1964 إلى عام 1967 كان سفير في كوناكري (غينيا). - من 1970 إلى 1974 كان سفيرًا في القاهرة (مصر). - من عام 1976 إلى عام 1978 كان سفيرًا في بانكوك (تايلاند). - من عام 1979 إلى عام 1982 كان سفيرًا في واشنطن، العاصمة (الولايات المتحدة). | (زوه انلاي)                      | محمد أنور السادات    | 1 أغسطس 1974   |
| 1 سبتمبر 1974        |                | (جانغ تونغ)               | zh:张 ⁇ (外交官)                                                   | - من يوليو 1961 - سبتمبر 1961 كان سفيرًا في كينشاسا (جمهورية الكونغو الديمقراطية). - من يونيو 1969 - أغسطس 1974 كان سفيرًا في إسلام آباد (باكستان). - من سبتمبر 1974 - مايو 1977 كان سفير في القاهرة (مصر). - من أغسطس 1977 إلى أكتوبر 1982 كان سفيرًا في بون (ألمانيا). | (زوه انلاي)                      | محمد أنور السادات    | 1 مايو 1977    |
| 1 يوليو 1977         |                | يا أو غوانغ               | zh: ⁇ 广                                                           | | (هوا غوفينغ)                     | محمد أنور السادات    | 1 فبراير 1988  |
| 1 أبريل 1988         |                | ليو تشون                  | zh: ⁇ 春 (外交官)                                                  | (*1918 في هيبي هوانغوا - 17 أغسطس 2007 في بكين) كان مسؤولا في الحزب الشيوعي الصيني وجنرال جيش التحرير الشعبي، وسياسي ودبلوماسي - في نوفمبر 1937 للانضمام إلى الحزب الشيوعي الصيني، كان مدربا، مدربا معسكر، مدير مجموعة من قسم السياسة، - في نوفمبر 1961، دخل وزارة الشؤون الخارجية، شغل منصب نائب رئيس الوفد الاقتصادي والثقافي للسفارة الصينية في لاوس، نيابة عن رئيس السفير الأول لجمهورية الصين الشعبية في لاوс - من أكتوبر 1962 - يناير 1967 كان سفير في فيونتيان (لاوس). - من مايو 1972 - مارس 1976 كان سفيرًا في أنقرة (تركيا). - من مايو 1976 - أكتوبر 1979 كان سفير في دار السلام (تانزانيا) وكونكونتيفيت أول سفير في جزر سيشيل - من أبريل 1980 - أغسطس 1982 كان سفيرًا في القاهرة (مصر). - في يونيو 1982 تم تعيينه عميد الأكاديمية الدبلوماسية. - بعد عام 1988، شغل منصب نائب رئيس معهد الصين وآسيا وأفريقيا، ورئيس معهد الشرق الأوسط، جمعية الصداقة الصينية واللاسية. - في أكتوبر 1994، تقاعد. | تشاو زيانغ                       | محمد أنور السادات    | 1 أغسطس 1982   |
| 1 ديسمبر 1982        |                | دينغ غويو                 | zh:丁国钰                                                          | *من عام 1955 إلى عام 1958 كان سفيرًا في كابول (أفغانستان). - من عام 1959 إلى عام 1966 كان سفيرًا في إسلام آباد (باكستان). - من عام 1980 إلى عام 1982 كان سفيرًا في أوسلو (النرويج). - من عام 1982 إلى عام 1984 كان سفيرًا في القاهرة (مصر). | تشاو زيانغ                       | أحمد فؤاد محيي الدين | 1 نوفمبر 1984  |
| 1 فبراير 1985        |                | وين يزان                  | zh:温业湛                                                          | (* 1928 في هوزو، جيانغ) - من عام 1984 إلى عام 1987 كان سفيرًا في القاهرة (مصر). - من 1987 إلى 1990 كان سفير في بيونغ يانغ (كوريا الشمالية). - من عام 1990 إلى عام 1992 كان سفيرًا في أوتوا (كندا). | تشاو زيانغ                       | علي لطفي             | 1 يوليو 1987   |
| 1 يونيو 1987         |                | "جان شليانغ"              | zh: جيانسويان                                                      | - من ديسمبر 1984 - أغسطس 1987 كان سفير في أنقرة (تركيا). - من يونيو 1987 - نوفمبر 1991 كان سفير في القاهرة (مصر). | لي بينغ                          | عاطف صدقي            | 1 نوفمبر 1991  |
| 1 سبتمبر 1991        |                | (جو ينغلو)                | 朱应鹿                                                             | - من يونيو 1990 إلى أكتوبر 1991 كان سفيرًا في التونس (تونس). - من سبتمبر 1991 إلى ديسمبر 1993 كان سفيرًا في القاهرة (مصر). - من فبراير 1994 إلى يونيو 1998 كان سفيرًا في أوسلو (النرويج). | لي بينغ                          | عاطف صدقي            | 1 ديسمبر 1993  |
| 1 يوليو 1993         |                | يانغ فوچانغ               | ⁇ 福 ⁇                                                             | - من عام 1984 إلى عام 1987 كان سفيرًا في مدينة الكويت (الكويت). - من عام 1994 إلى عام 1998 كان سفيرًا في القاهرة (مصر). - من عام 1999 إلى عام 2003 كان رئيس جامعة الشؤون الخارجية الصينية. | لي بينغ                          | عاطف صدقي            | 1 ديسمبر 1998  |
| 1 نوفمبر 1998        |                | (هويهو)                   | zh: أن惠侯                                                         | - من يوليو 1988 - أكتوبر 1991 كان سفير في الجزائر (الجزائر). - من ديسمبر 1991 - أغسطس 1993 كان سفير في التونس (تونس). - من يوليو 1996 - ديسمبر 1998 كان سفيرًا في بيروت (لبنان). - من نوفمبر 1998 - أغسطس 2001 كان سفيرًا في القاهرة (مصر). بعثة صينية برئاسة السفير الصيني السابق في مصر أن هويهو لاحظت انتخابات المجلس التشريعي الفلسطيني من 20 إلى 26 يناير | (زو رونغجي)                      | كمال الجنزوري        | 1 أغسطس 2001   |
| 1 أبريل 2001         |                | ليو شياوومينغ             | zh: ⁇ 晓明                                                         | | (زو رونغجي)                      | عاطف عبيد            | 1 سبتمبر 2003  |
| 1 يونيو 2003         |                | ووكسيك                    | ⁇ 思科                                                             | | وين جياباو                       | عاطف عبيد            | 1 نوفمبر 2007  |
| 1 نوفمبر 2007        |                | وو تشون هوا               | ز:武春华                                                           | - من يونيو 2003 إلى نوفمبر 2007 كان سفيرًا في الرياض (المملكة العربية السعودية). - من نوفمبر 2007 إلى أكتوبر 2010 كان سفيرًا في القاهرة (مصر). | وين جياباو                       | أحمد نظيف            | 25 أكتوبر 2010 |
| 25 أكتوبر2010        |                | سونغ آي قوه               | ⁇ 爱国                                                             | - من سبتمبر 2000 إلى فبراير 2003 كان سفيرًا في نيكوسيا (قبرص). - من ديسمبر 2002 إلى أكتوبر 2006 كان سفيرًا في أنقرة (تركيا). - منذ أكتوبر 2010 هو سفير في القاهرة (مصر). | وين جياباو                       | أحمد نظيف            |                |

30°04′05″N 31°13′08″E / 30.067977°N 31.218959°E